# سلحفاة نجمية
سلحفاة نجمية أو أستروكيلس (الاسم العلمي: Astrochelys)، هو جنس من السلاحف البرية المُتوطِّنة في جزيرة مدغشقر بأفريقيا (لا تقطن أي مكانٍ آخر في العالم). لا يضمُّ هذا الجنس سوى نوعَين اثنين، هما السلحفاة المشعَّعة وسلحفاة أنغونوكا، واللذين يُصنَّف كلاهما كنوعٍ معرض للخطر للغاية بحسب الاتحاد العالمي للحفاظ على الطبيعة.

## الأنواع
- السلحفاة المشعَّعة (A. radiata).
- سلحفاة أنغونوكا (A. yniphora).